# Перша Статутна грамота

Перша Статутна грамота до народів Білорусі

Перша Статутна грамота до народів Білорусі (біл. Першая Устаўная грамата; Pieršaja Ŭstaŭnaja hramata) — юридичний і політичний акт, прийнятий Виконавчим комітетом Ради Всебілоруського з'їзду 21 лютого 1918 в Мінську. Вона закликала білоруський народ реалізувати своє право на повне самовизначення, а національні меншини — національну та особисту автономію.
Мікрофільмований оригінал акту зберігається у 325-му фонді Національного архіву Білоруси.

## Історичний контекст
Стрімкий наступ німецьких військ, яке почався 16 лютого 1918 року, змусило Облвиконкомзах і РНК Західної області і фронту в ніч на 19 лютого 1918 евакуюватися з Мінська до Смоленська. 3 підпілля вийшов Виконавчий комітет Ради Всебілоруського з'їзду, з в'язниці звільнений діячі Центральної білоруської військової ради (ЦБВР). Виконком Ради Всебілоруського з'їзду в своєму наказі № 1 від 19 лютого проголосив, що він «взяв владу в свої руки», а наведення порядку в Мінську, де почала активно діяти Польська організація військова (ПОВ), поклав на коменданта міста, одного з керівників ЦБВР К. Єзовітова.

## Зміст
21 лютого Виконком Ради Всебілоруського з'їзду звернувся до народів Білорусі з Першою статутною грамотою, в якій зазначалося: «Рідний край наший виявився в новому важкому становищі … Ми стоїмо перед тим, що наш край може бути зайнятий німецькими військами». Перша Статутна грамота закликала білоруський народ здійснити своє право на «повне самовизначення», а національні меншини — на національно-персональну автономію. Посилаючись на право народів на самовизначення, автори грамоти стверджували, що влада в Білорусі повинна формуватися з волі народів, що населяють країну. Цей принцип повинен здійснюватися шляхом демократичних виборів в Всебілоруський Установчий Сойм.
У цьому документі Виконком оголосив про створення їм 20 лютого уряду — Народного секретаріату Білорусі (голова Й. Воронко) — тимчасового виконавчого органу народної влади в краї, який 21 лютого почав виконання своїх обов'язків.
Виконавчий комітет Ради I Всебілоруського з'їзду оголосив себе тимчасовою владою в Білорусі. У грамоті вперше не згадувалося про автономію і необхідність залишатися в складі Російської Федерації. Її текст білоруською та російською мовами був розклеєний по всьому Мінську-Білоруському.

## Результати
З 21 лютого 1918 року влада в Білорусі виявилася в руках командування німецької армії. 22 лютого командування німецької армії наказало польським підрозділам покинути Мінськ, а білоруським — скласти зброю. Щоб не ускладнювати відносини з Росією, німці не визнали білоруського уряду, зайняли офіс Народного Секретаріату, реквізували його майно, скинули з будівель білоруські національні прапори і заборонили чиновникам залишати місто. Однак наприкінці лютого дійшло до переговорів між Секретаріатом і німецької військової адміністрацією, в результаті яких окупанти визнали уряд Воронки представництвом білоруського населення. Німці дозволили Секретаріату вести легальну діяльність на території Мінщини, головним чином в області створення місцевої адміністрації, школи і видавничої справи. Наступним кроком було проголошення незалежності Білоруської Народної Республіки 25 березня 1918 року.